# St. Peter und Paul (Olching)

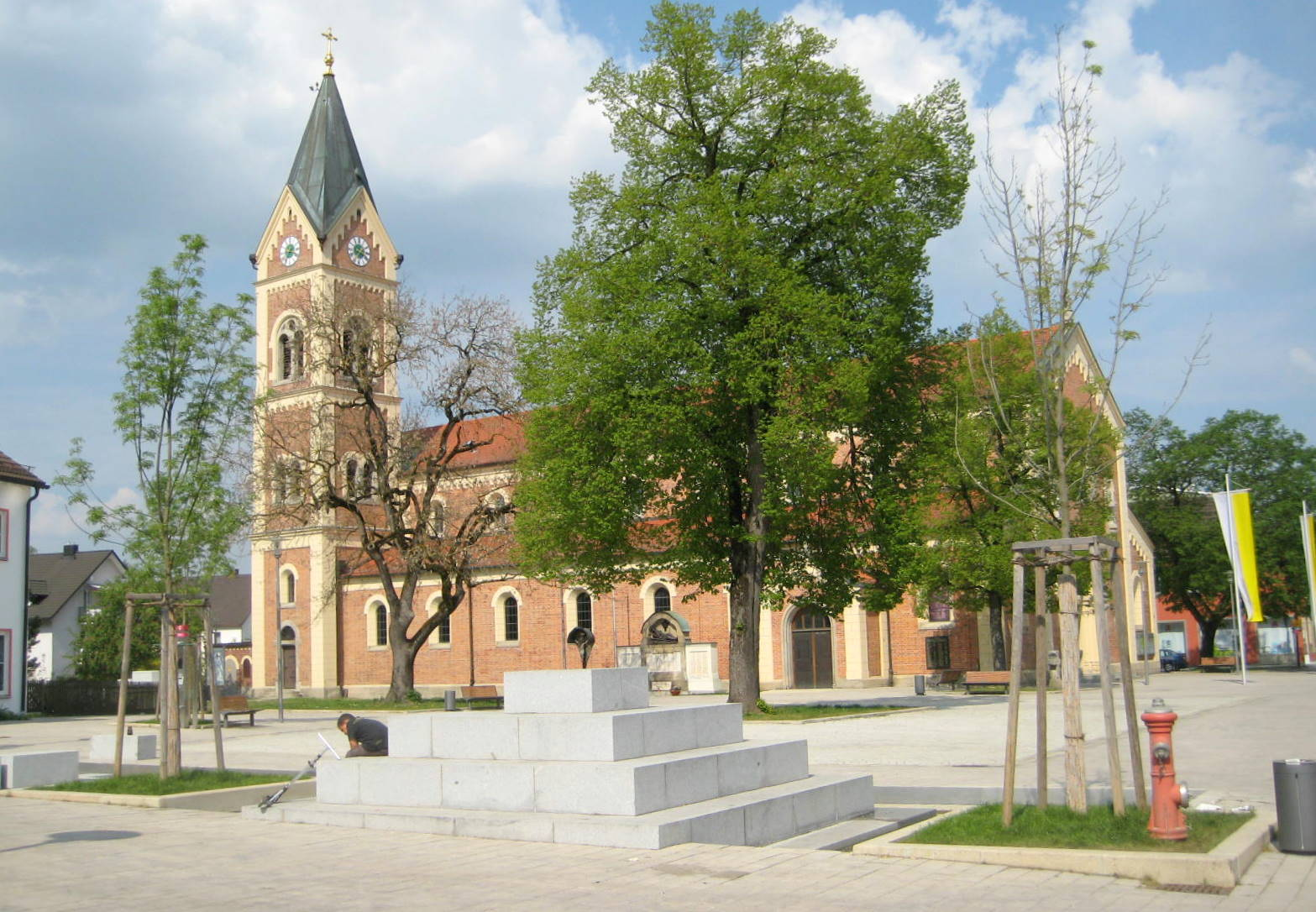
St. Peter und Paul mit neugestaltetem Nöscherplatz

Die römisch-katholische Pfarrkirche St. Peter und Paul in der Stadt Olching, Landkreis Fürstenfeldbruck, ist eine neoromanische Basilika, die 1901 für die stark wachsende Dorfgemeinde gebaut wurde. Die damalige Kirche war zu klein geworden und überdies sehr baufällig. Nach Plänen Moritz von Horstigs erbaute Josef Schormüller 1899 bis 1901 die Kirche, die am 22. September 1901 geweiht wurde. Diese Kirche war auch die Voraussetzung, dass Olching 1909 eine eigenständige Pfarrei werden konnte.

## Geschichte

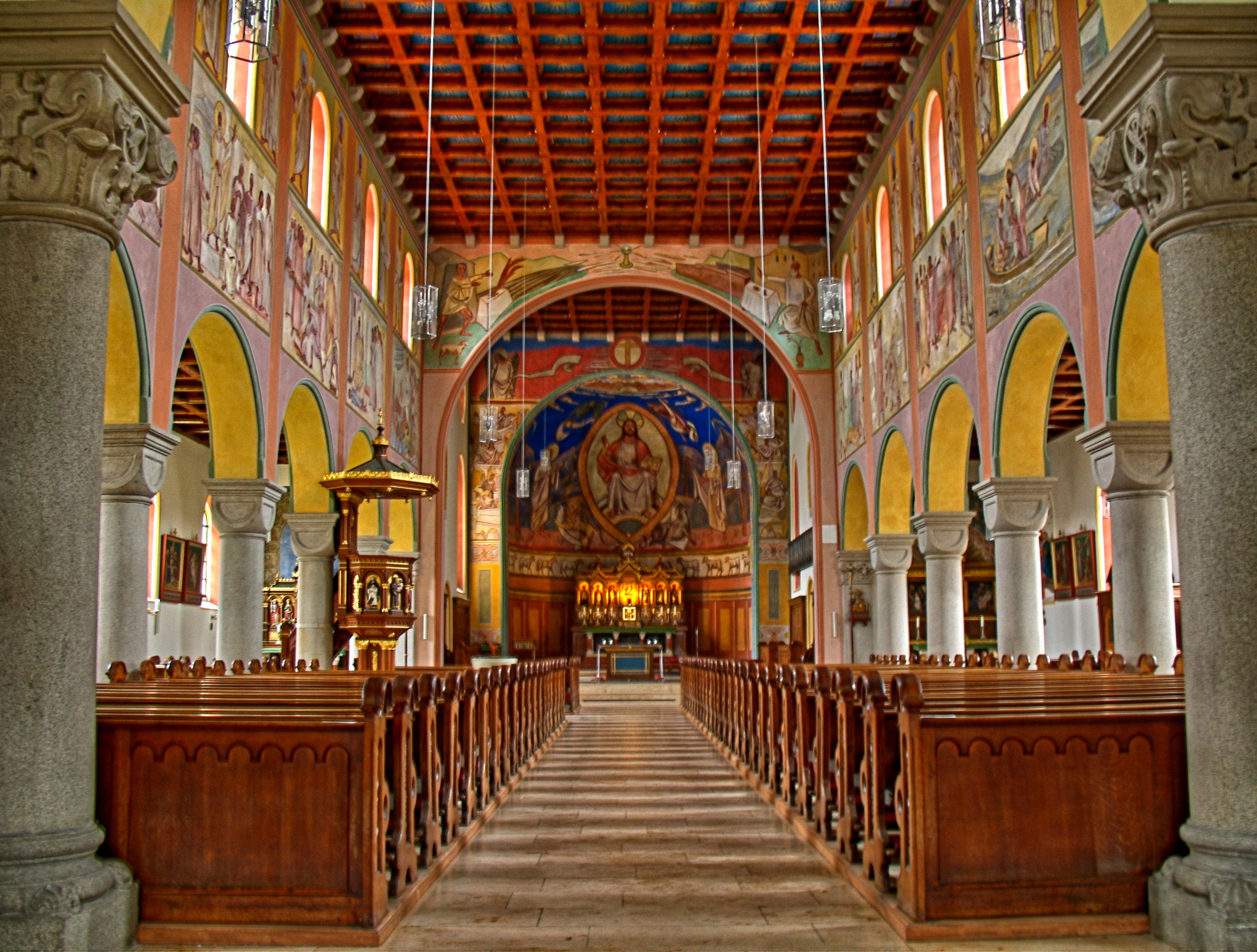
St. Peter und Paul, Innenraum mit den Fresken von Josef Bergmann

1315 wird erstmals eine Kirche in Olching erwähnt, die den Aposteln Petrus und Paulus geweiht war. Diese Chorturmkirche aus der spätgotischen Epoche ähnelte der Alt-Estinger Kirche. Sie stand dort, wo sich heute der neugestaltete Nöscherplatz befindet. Der Name des Platzes erinnert an den Pfarrer, der den Kirchenbau sehr gefördert hatte und 1909 erster Ehrenbürger der Gemeinde wurde.
Mit dem Bau der Bahnstrecke München-Augsburg bekam Olching 1840 einen Bahnhof und entwickelte sich allmählich zu einem leicht erreichbaren Vorort der Residenzstadt München. Aufgrund des Bevölkerungswachstums – das auch durch die Ansiedlung der Holzstofffabrik in Neu-Olching mit verursacht worden war – wurde im ausgehenden 19. Jahrhundert die Errichtung einer neuen und größeren Kirche beschlossen. Das baufällig gewordene Kirchlein St. Peter und Paul wurde kurz nach Fertigstellung der neuen großen Kirche 1903/04 abgebrochen. Die Altäre und Kanzel der frühbarocken Ausstattung wurden 1914/15 in der Pfarrkirche Mariä Himmelfahrt (Egglkofen) aufgestellt.  
Am 22. September 1901 wurde die im neoromanischen Stil erbaute Kirche von Erzbischof Franz Joseph von Stein geweiht. Damals war das Innere der Basilika, die den Kirchen in Ravenna nachempfunden war (siehe dieses Beispiel!), noch nicht ausgemalt. Dies besorgte erst in den Jahren 1923–1935 der Münchner Kirchenmaler Josef Bergmann, der zuerst den Chorraum und die Apsis ausmalte – Christus in der Mandorla als altes Motiv für das Jüngste Gericht – und dann nach und nach die Fresken im Langhaus gestaltete. Er wählte dazu Motive aus den Legenden zum Leben der Kirchenpatrone St. Petrus und St. Paulus.
Bergmann stand vor der Aufgabe, den Innenraum einer neoromanischen Kirche zu bemalen, in einer Zeit, als man dem Historismus bereits den Rücken zu kehren begann und sich anschickte, neue Wege zu beschreiten. Bergmann musste sich dem gegebenen Raum anpassen, um ihm nicht entgegenzuwirken, andererseits aber sentimentale Vorbilder der Neoromanik vermeiden. Er löste dies durch die vorzügliche Qualität seiner Entwürfe, traditionsbewußt, aber ohne Nachahmung. Es war Bergmanns ureigenster, aussagekräftiger Stil (...)
Da die Großgemeinde Olching nach 1945 – bedingt durch die Eingliederung vieler Flüchtlinge, Evakuierter und Heimatvertriebener – noch stärker als vor dem Krieg in der Bevölkerungszahl anwuchs, erwies sich die große Kirche als durchaus angemessen für die Pfarrgemeinde.

## Zwillingskirche
St. Peter und Paul hat mit Sta. Maria Addolorata in Arco eine „Zwillingskirche“; dieser etwas kleinere Bau in den Dolomiten wurde ebenfalls nach den Plänen von Moritz von Horstig errichtet und am 22. September 1907 geweiht.

## Bombentreffer
Während eines Bombenabwurfs am 22. Februar 1944 durch 25 bis 27 amerikanische Bombenflugzeuge – vermutlich war die Bahnlinie München-Augsburg das Ziel – wurde die Sakristei der Kirche durch einen Treffer zerstört. In der Apsis der Kirche war viele Jahre lang ein Riss zu sehen, der auf die Explosion zurückging.

## Renovierung
Vor der Hundertjahrfeier der Kirchweihe im Jahr 2001 wurde die Pfarrkirche einer Renovierung unterzogen. Das innen und außen auf neuen Glanz gebrachte Gebäude ist seit 2011 die Pfarrkirche einer zur Stadt erhobenen Gemeinde.

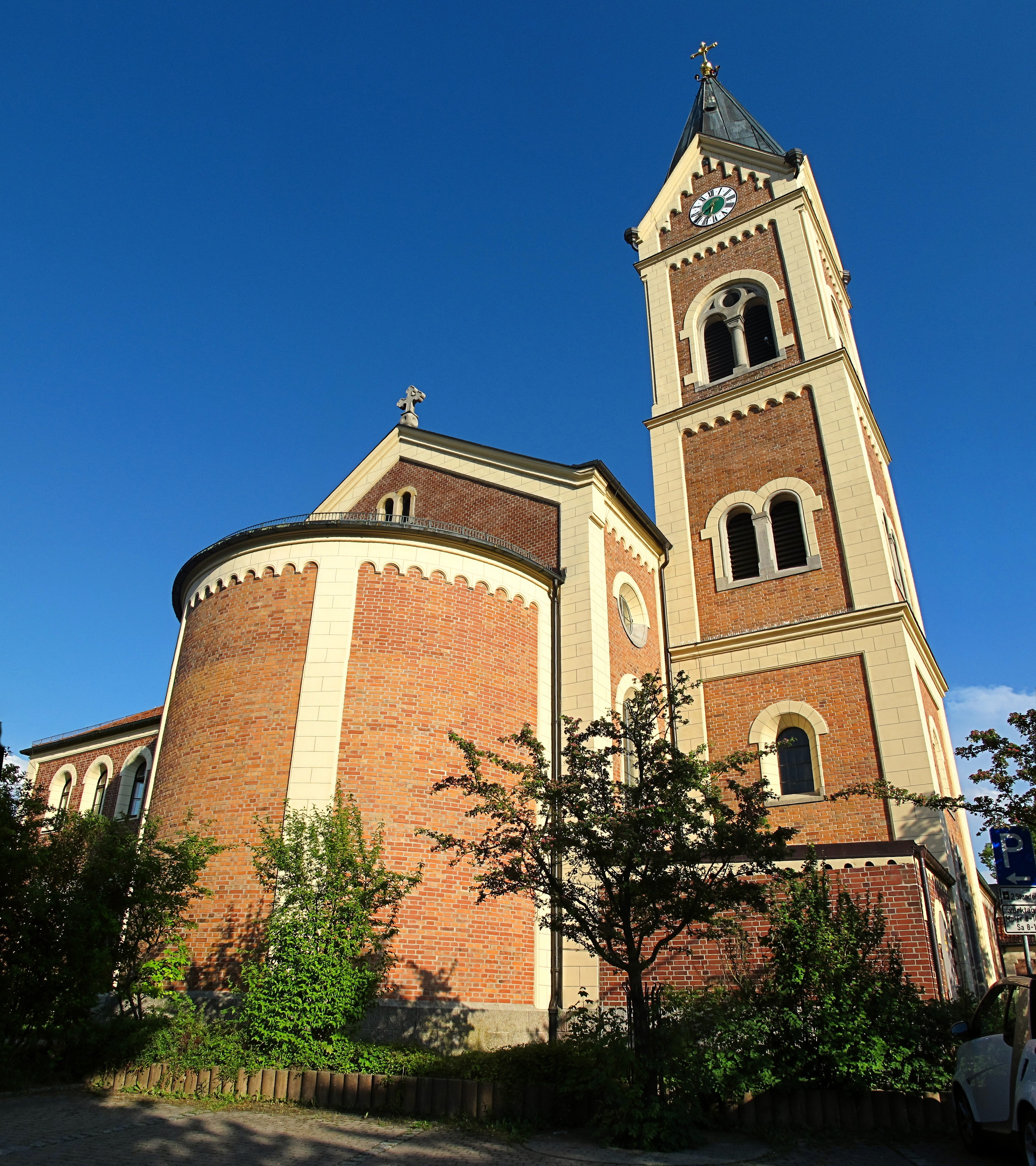
Apsis mit Kirchturm
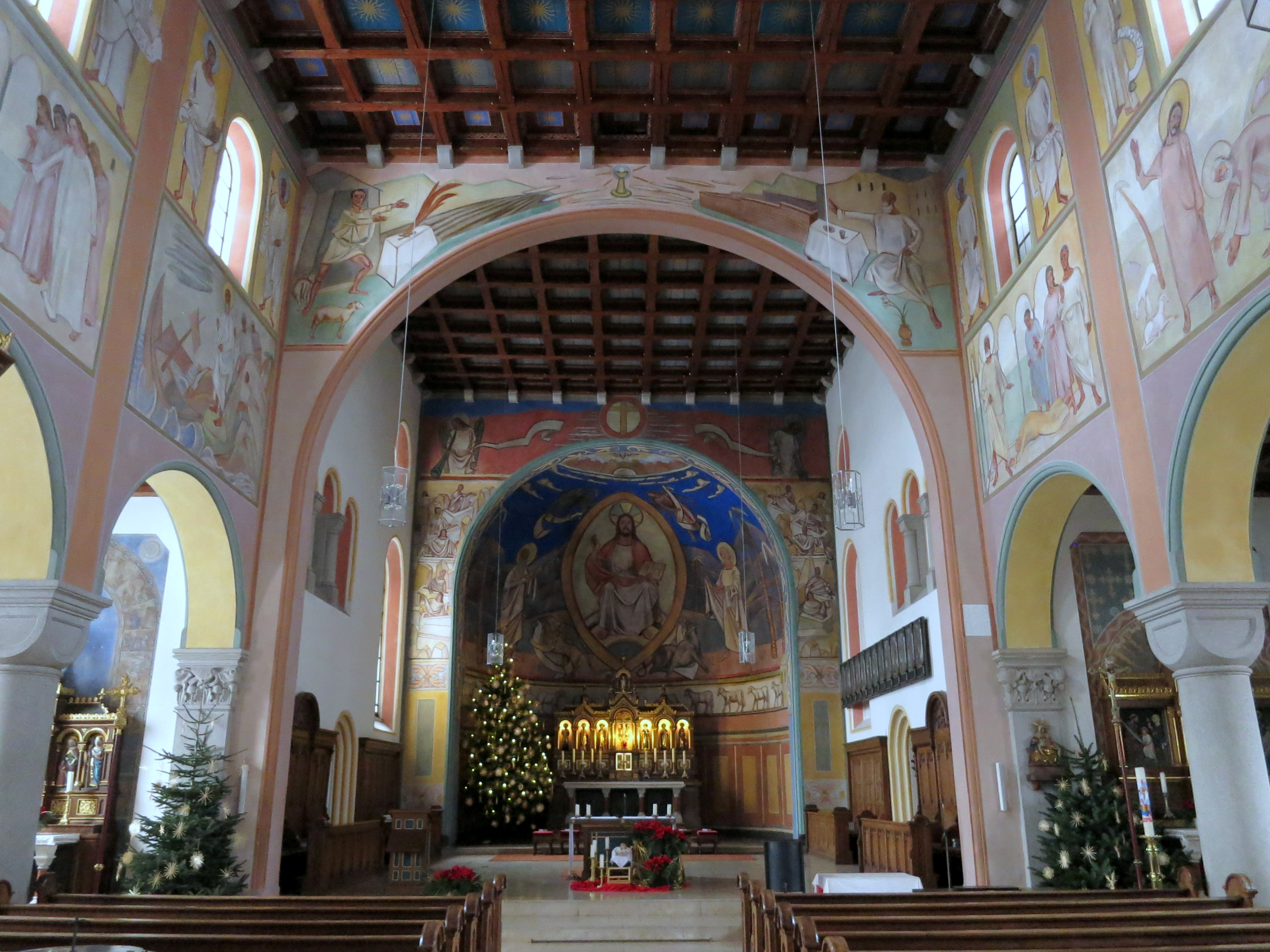
Langhaus und Apsis
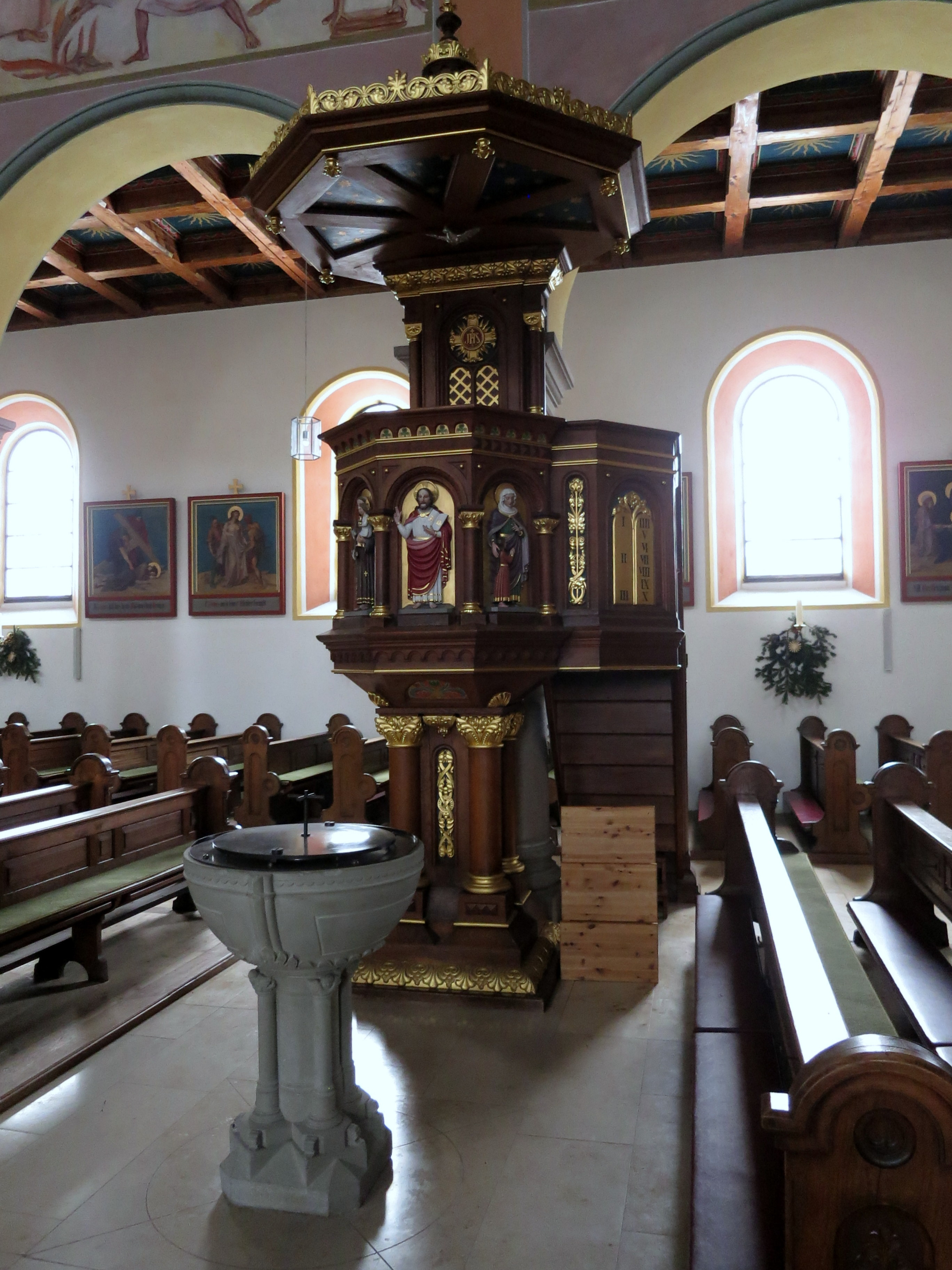
Kanzel mit Taufstein
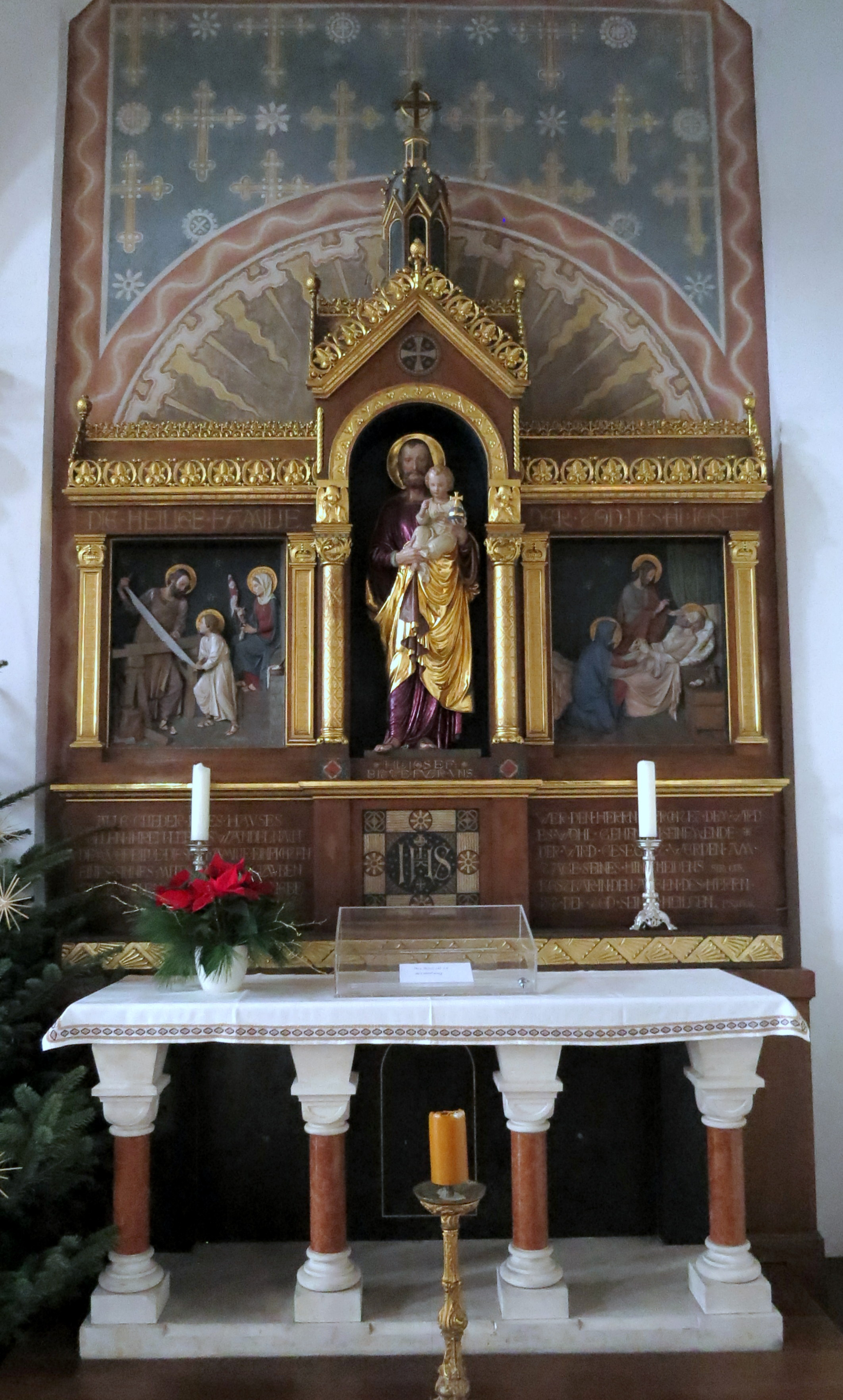
Josefsaltar
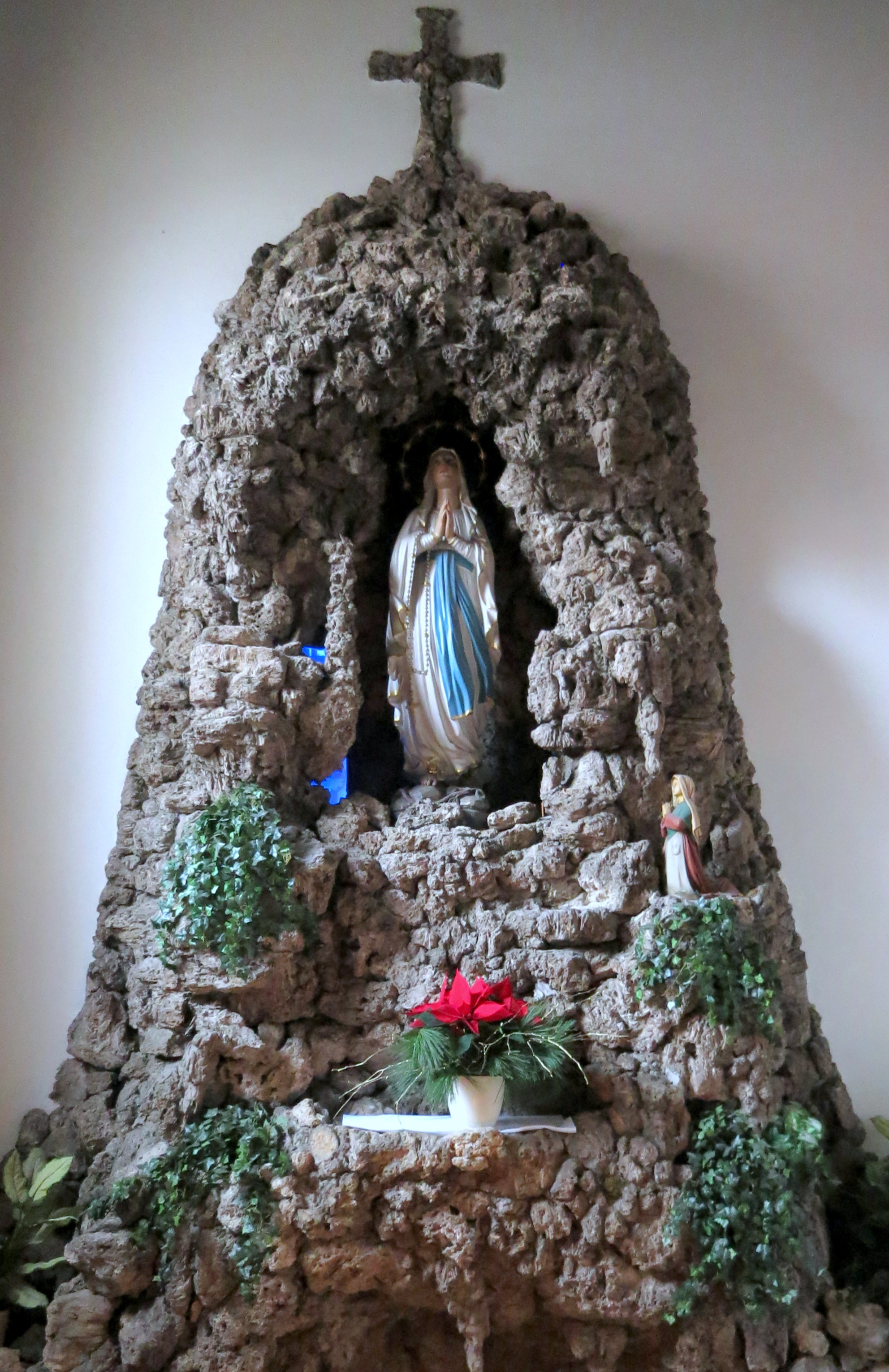
Lourdesgrotte unter der Empore
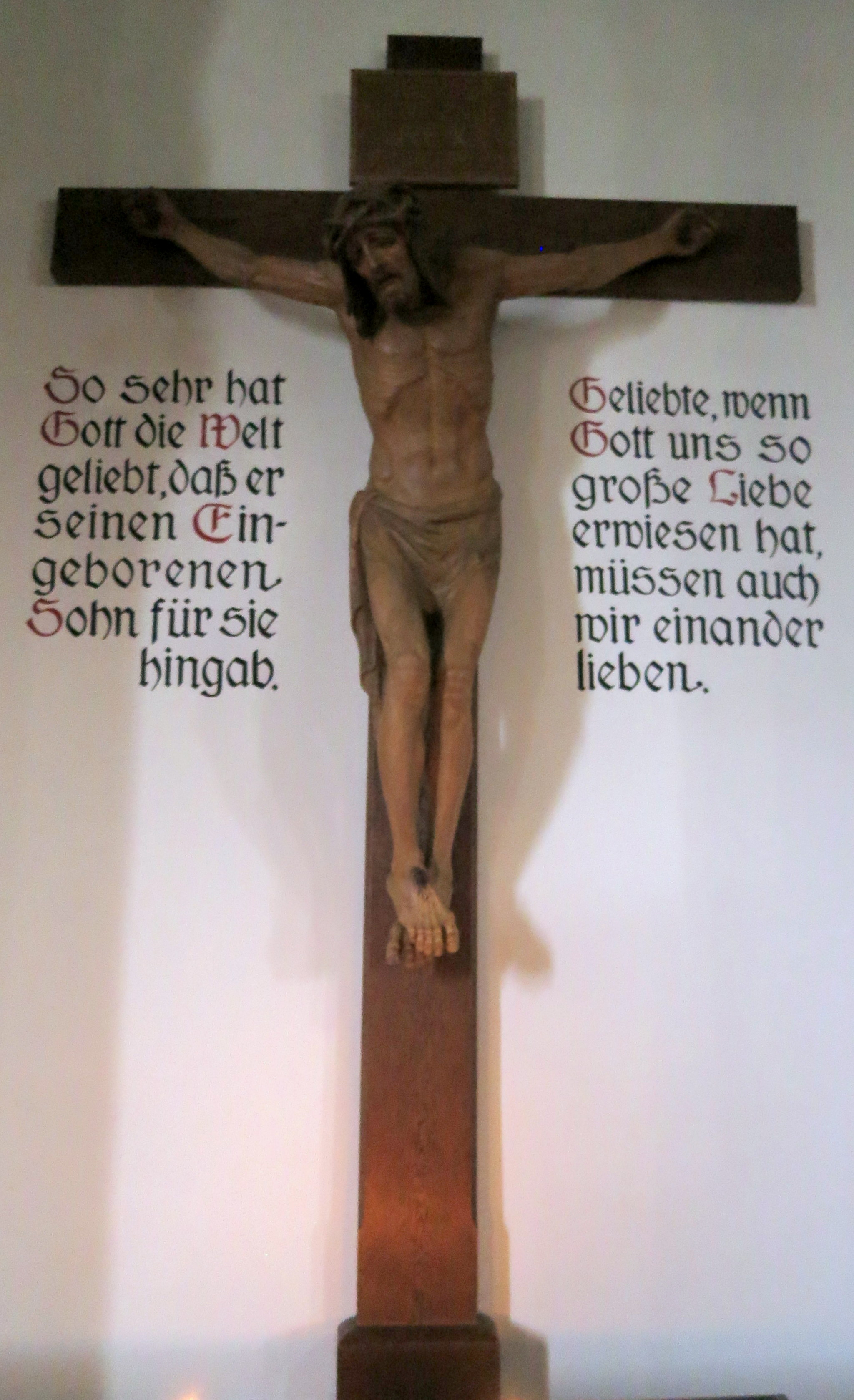
Das große Kreuz
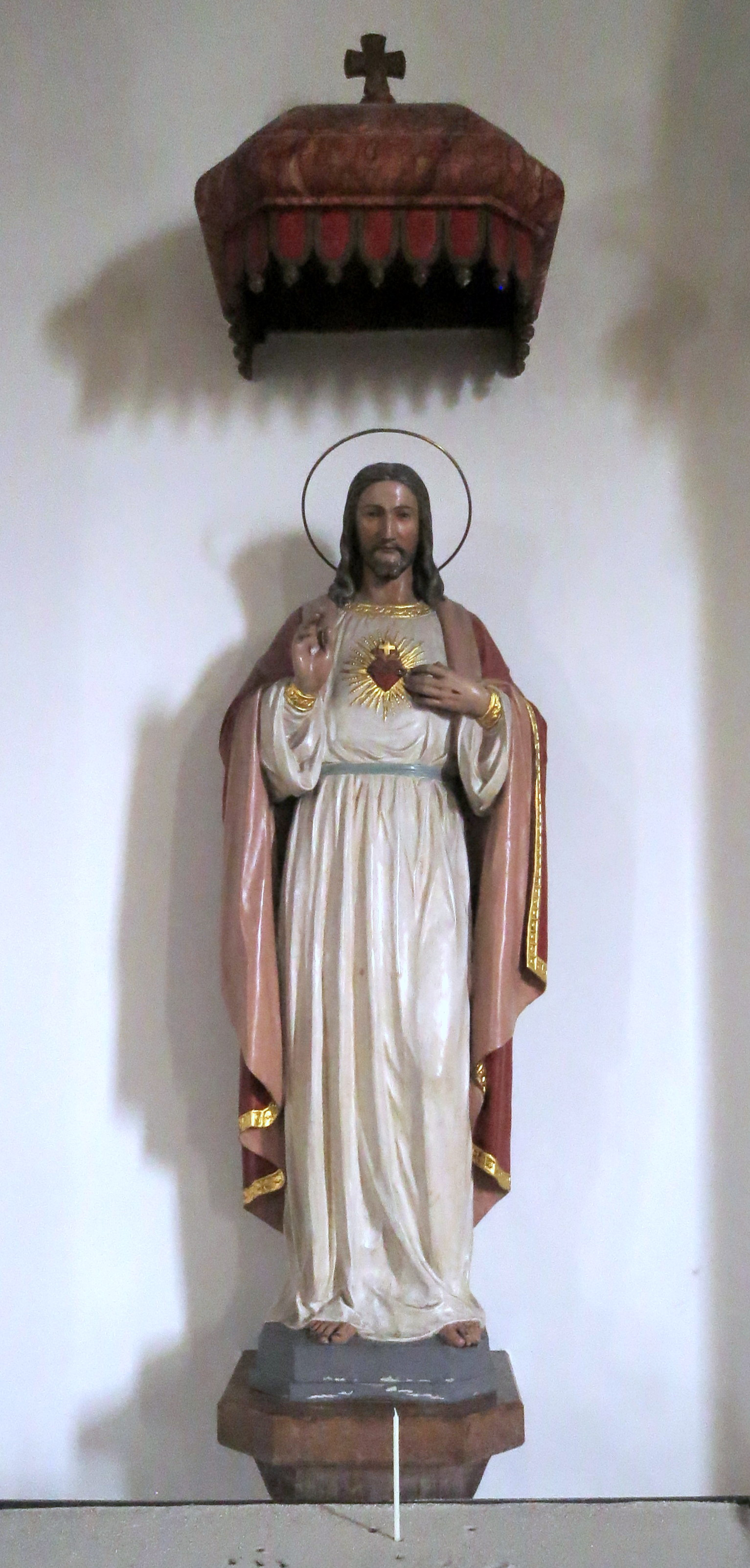
Herz-Jesu-Figur
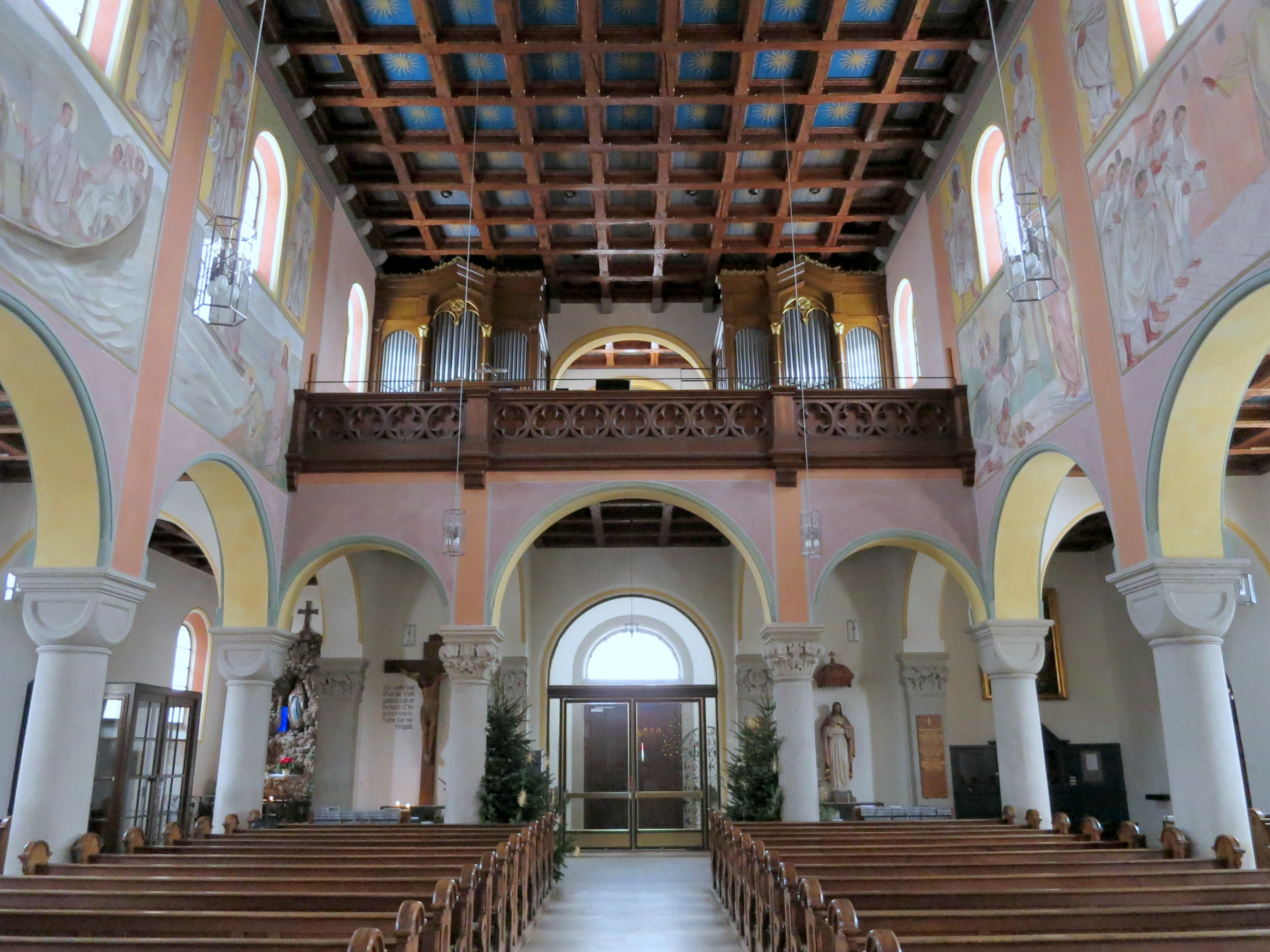
Musikempore mit Orgel

## Orgel

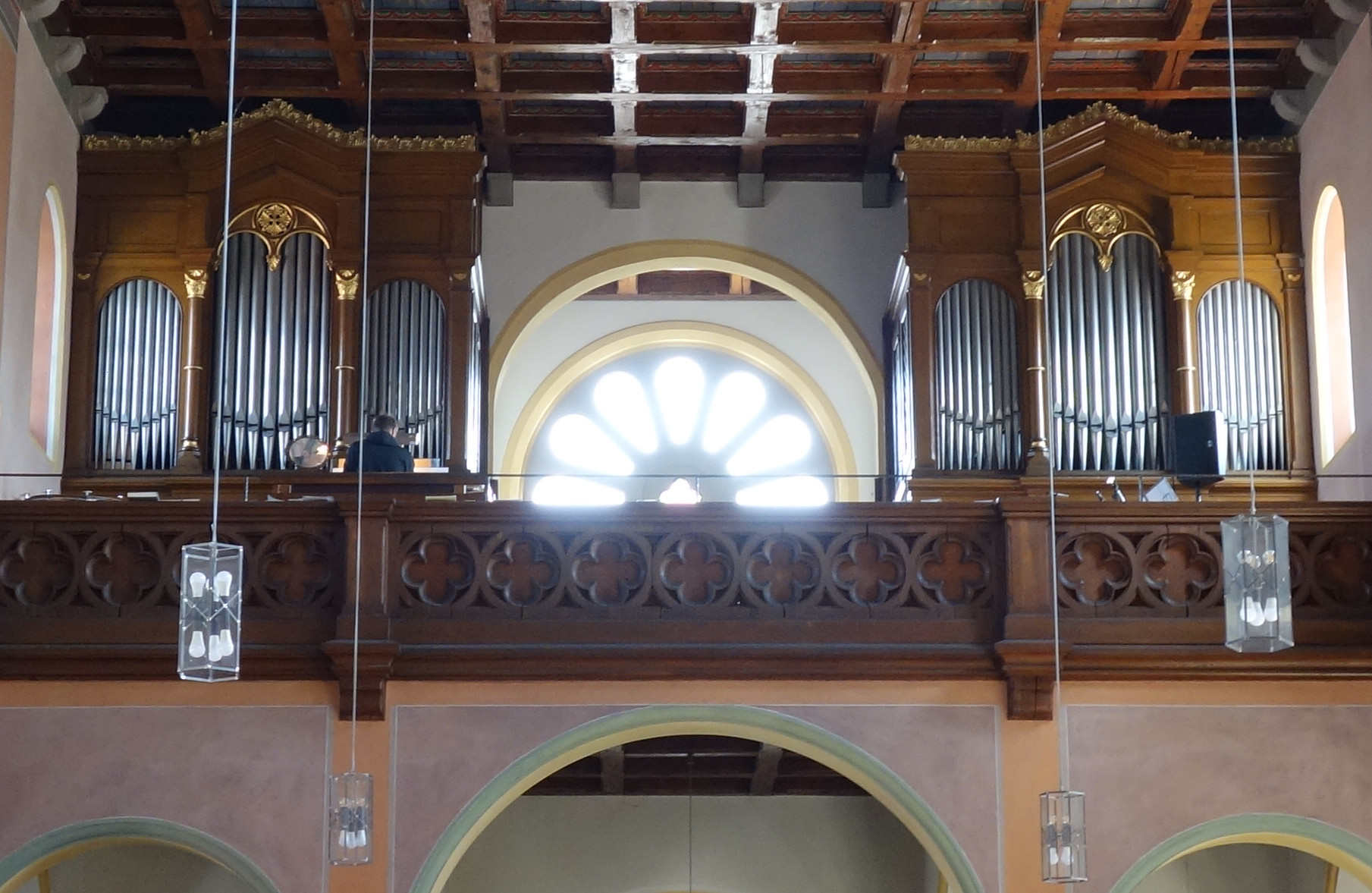
Die Ismayr-Orgel

Die ursprüngliche Orgel mit dem heute erhaltenen neuromanischen Gehäuse wurde 1900 von Franz Borgias Maerz geschaffen. Sie umfasste zwei Manuale und 18 Register. Günter Ismayr aus Bernried erbaute 1976 eine neue Orgel mit drei Manualen und 30 Registern, mit mechanischen Schleifladen und elektrischer Registertraktur. Das heutige Instrument entspricht im derzeitigen Zustand einem Umbau und einer Umdisponierung im Jahr 1994 durch Paul Rohner (1936–2013) aus Mallersdorf. Die aktuelle Disposition lautet:
| I Hauptwerk C–g3 |              |       |
| 1.               | Bordun       | 16′   |
| 2.               | Prinzipal    | 8′    |
| 3.               | Spitzflöte   | 8′    |
| 4.               | Oktav        | 4′    |
| 5.               | Kleingedackt | 4′    |
| 6.               | Oktav        | 2′    |
| 7.               | Mixtur IV–VI | 1 ⁄3′ |
| 8.               | Trompete     | 8′    |

| II Positiv C–g3 |             |       |
| 9.              | Holzgedackt | 8′    |
| 10.             | Quintade    | 8′    |
| 11.             | Rohrflöte   | 4′    |
| 12.             | Prinzipal   | 2′    |
| 13.             | Quinte      | 1 ⁄3′ |
| 14.             | Zimbel II   |       |
|                 | Tremulant   |       |

| III Schwellwerk C–g3 |             |        |
| 15.                  | Weitgedackt | 8′     |
| 16.                  | Salizional  | 8′     |
| 17.                  | Prinzipal   | 4′     |
| 18.                  | Blockflöte  | 4′     |
| 19.                  | Nasard      | 2 ⁄3′  |
| 20.                  | Schwiegel   | 2′     |
| 21.                  | Terz        | 1 3⁄5′ |
| 22.                  | Scharff IV  | 1′     |
| 23.                  | Oboe        | 8′     |
|                      | Tremulant   |        |

| Pedal C–f1 |               |     |
| 24.        | Oktavbaß      | 16′ |
| 25.        | Subbaß        | 16′ |
| 26.        | Prinzipalbaß  | 8′  |
| 27.        | Pommer        | 8′  |
| 28.        | Choralflöte   | 4′  |
| 29.        | Rauschbaß III | 4′  |
| 30.        | Posaune       | 16′ |

- Koppeln: II/I, III/I, III/II, I/P, II/P, III/P
- Nebenregister: zwei, in der Geschwindigkeit regelbare Tremulanten
- Spielhilfen: 2 freie Kombinationen, Registercrescendo, Schwelltritt, Tuttiknopf, 2 Pedalkombinationen und Einzelzungenabsteller

## Kirchplatz

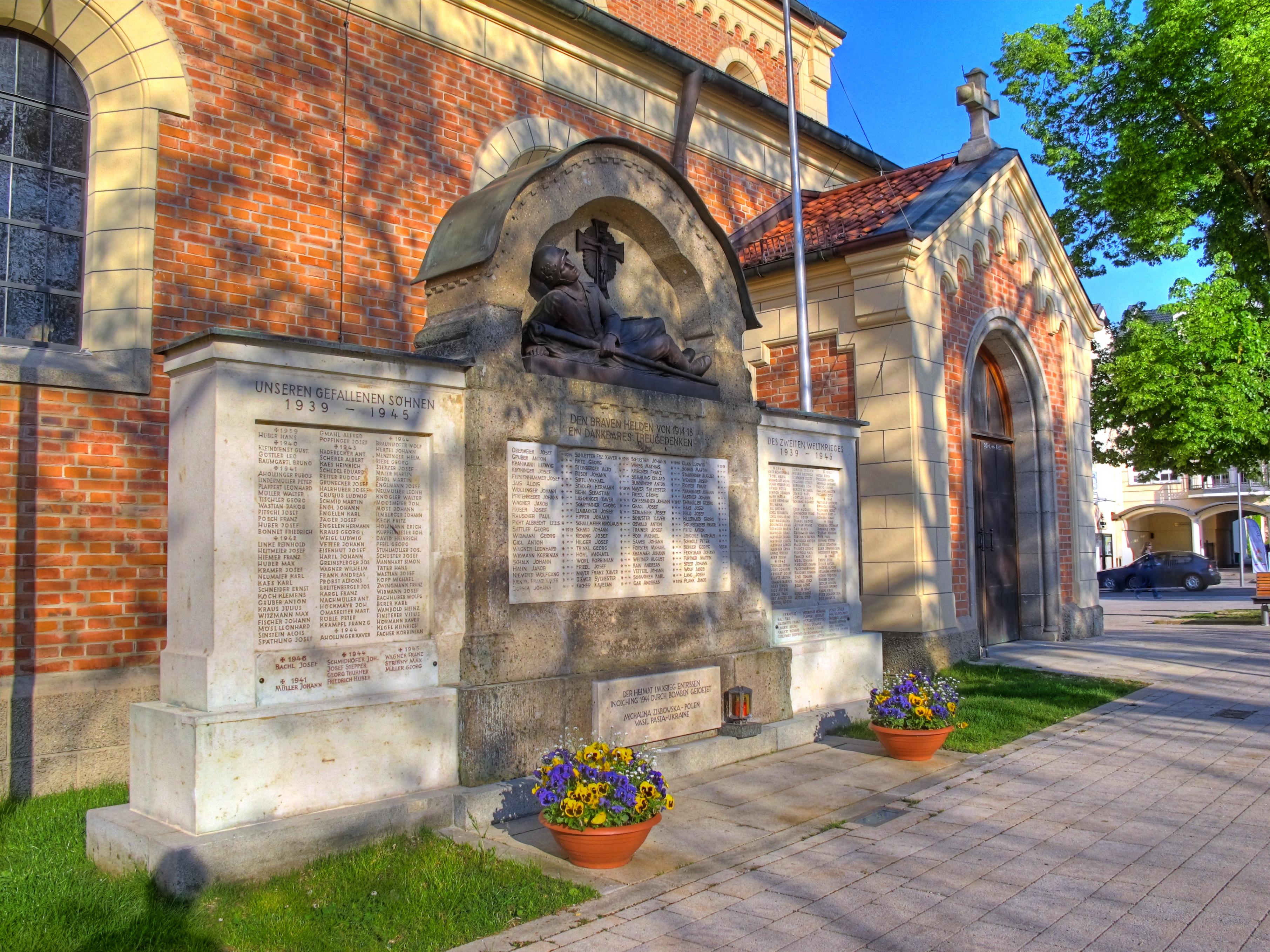
Kriegerdenkmal, am neuen Platz längs des Kirchenschiffs

Bei der Umgestaltung des Nöscherplatzes im Westen der Kirche – im Wesentlichen ist dies die Fläche des aufgelassenen Kirchhofs rund um die alte Dorfkirche vor 1904 – wurde das Kriegerdenkmal an die westliche Längsseite des Kirchenbaus versetzt. Auch das Sühnekreuz bekam daneben einen neuen Standort. Beide Baudenkmäler sind wie die Kirche selbst denkmalgeschützt und in die bayrische Denkmalliste eingetragen.